# Generace Z

Generace Z (také známá jako generace M, internetová generace, děti nového tisíciletí či zoomeři) je společný název pro skupinu lidí narozených od poloviny 90. let 20. století do roku 2010. Dle nového členění je generace Z časována až od roku 2000. Generace vyrostla na síti World Wide Web, která začala být po roce 1991 stále více dostupná. Nejmladší zástupci této generace se narodili během menšího baby-boomu v době světové finanční krize končící kolem roku 2010, následovaní další generací nazvanou Alfa. Generace Z se narodila a vyrůstala po éře studené války a rozpadu Sovětského svazu. Rodiči generace Z jsou typicky zástupci generace X.

## Vlastnosti a sklony
Generace Z je známá životem online a v rychlém tempu, spojeným s okamžitým sdílením myšlenek a poznatků na různá témata, pomocí různých médií a produktů. Je vysoce propojená, takže mnozí z této generace po celý život využívají komunikační a mediální technologie jako internet, rychlé zasílání zpráv (instant messaging, textové zprávy), mobilní telefony či sociální sítě (např. Instagram). Tím si vysloužili přezdívku „digitální domorodci“. Většinou nejsou omezeni na domácí počítač, protože internet mají všude s sebou, a to například v mobilních telefonech.
Někteří z těchto lidí jsou více empatičtí a celkově více řeší mezilidské vztahy, rasismus, sexualitu a spoustu dalších oblastí, přičemž se většinou staví proti rasismu a naopak se hlásí k podpoře LGBT komunity. Generace Z je rovněž vyspělá v počítačových technologiích, jelikož v době těchto technologií vyrostla. Z tohoto plyne i celková závislost na těchto technologiích a sociálních sítích, díky kterým se posouvá vše více dopředu a hlavně rychleji.
Někteří rodiče generace Z pracují na částečný úvazek anebo ve svých domovech, aby jejich děti mohly být vychovávány přímo jimi anebo (často současně) jinými členy rodiny místo různými zařízeními denní péče.[zdroj?] Výrazný rozdíl mezi generací Y a generací Z je ten, že členové předchozí generace pamatují život před vzestupem využívání masových technologií, zatímco následující generace se narodila až po něm.
Zejména v USA jsou konány sociologické průzkumy vztahu této generace k alternativní spiritualitě (ačkoli řada položek byla zahrnuta do kategorie "jiné" a nebyla blíže konkretizována, lze pozorovat příklon ke karetním věštebným praktikám). Důležitou roli pro tuto mladou generaci přisuzují průzkumy prožitému období pandemie Covid-19.